# Форнс, Рома
Рома Форнс (исп. Romà Forns) — испанский футболист и тренер. Выступал за клуб «Барселона» и за сборную Каталонии. После окончания карьеры стал членом совета директоров «Барселоны», а затем главным тренером команды, с которым «сине-гранатовые» выиграли свой первый чемпионский титул в Испании. Форнс — первый испанский и каталонский тренер, возглавлявший «Барселону». Во время карьеры игрока, Форнс помог «Барсе» пять раз выиграть чемпионат Каталонии и один Кубок Короля. За сборную Каталонии Форнс провёл 4 матча, включая игру 12 декабря 1912 года против сборной Франции, которая стала первой игрой Каталонии с командой не из Испании, но в те годы статистика велась не точно, а потому, есть возможность, что Форнс провёл намного больше игр,

## Достижения

### Как игрок
- Чемпион Каталонии: 1905, 1909, 1910, 1911, 1913
- Обладатель Кубка Испании: 1910

### Как тренер
- Чемпион Каталонии: 1928
- Чемпион Испании: 1929
- Обладатель Кубка Испании: 1928